# St Johns Hill

St Johns Hill est une banlieue de la cité de Whanganui, dans le district de District de Wanganui et la région de Manawatū-Whanganui située dans l'Île du Nord de la Nouvelle-Zélande.

## Démographie
La localité de St Johns Hill, comprenant la zone statistique de St Johns Hill East et St Johns Hill West, couvre  2,24 km2.
Elle avait une population de 3 375 habitants lors du recensement de 2018 en Nouvelle-Zélande, en augmentation de 231 personnes (7,3 %) depuis le recensement de 2013, et une augmentation de 279 personnes (9,0 %) depuis le recensement de 2006.
Il y avait 1 386 logements avec 1 497 hommes et 1 878 femmes, donnant un sexe-ratio de 0,8 homme pour une femme avec 525 personnes (15,6 %) âgées de moins de 15 ans, 405 personnes (12,0 %) âgées de 15 à 29 ans, 1 371 personnes (40,6 %) âgées de 30 à 64 ans, et 1 074 personnes (31,8 %) âgées de 65 ans ou plus.
L’ethnicité était pour 88,4 % européens/Pākehā, 10,0 % Māori, 1,5 % personnes du Pacifique, 5,2 % asiatiques et 2,3 % d’une autre ethnicité (le total peut faire plus de 100 % dans la mesure où une personne peut s’identifier avec de multiples ethnies en fonction de sa parenté).
La proportion de personnes nées outre-mer était de 18,6 %, comparée avec les 27,1 % au niveau national.
Bien que certaines personnes refusent de donner leur religion, 40,5 % n’avaient aucune orientation religieuses, 48,8 % étaient chrétiens, 0,7 % étaient hindouistes, 0,1 % étaient musulmans, 0,5 % étaient bouddhistes et 2,2 % avaient une autre religion.
Parmi ceux d’au moins 15 ans d’âge, 630 personnes (22,1 %)  avaient un niveau de licence ou un degré supérieur et 528 personnes (18,5 %) n’avaient aucune qualification formelle. 
Le statut d’emploi de ceux d’au moins 15 ans d’âge était pour 1 137 personnes (39,9 %) employées à plein temps, 393 personnes (13,8 %) étaient à temps partiel et 87 personnes (3,1%) étaient sans emploi.
| Nom                | Population | logements | âge médian | revenus médians |
| ------------------ | ---------- | --------- | ---------- | --------------- |
| St Johns Hill East | 1173       | 456       | 60,1 ans   | $24,400         |
| St Johns Hill West | 2202       | 930       | 49,6 ans   | $29,400         |
| Nouvelle-Zélande   |            |           | 37,4 ans   | $31,800         |

## Éducation
L’école St Johns Hill School est une école primaire publique,mixte, allant des années 1 à 6 avec un effectif de 405 élèves en juillet 2022.
L’école St Mary's School est une école primaire, mixte, intégrée au public, allant des années l à 8 avec un effectif de 238 élèves.
Le collège Cullinane (en) est une école secondaire intégrée au public, mixte, avec un effectif de 356 élèves

## Parcs
Le lac Virginia Rotokawau (en), qui est localisé dans le secteur de la localité de St John's Hill, est un lac historique avec une fontaine,  une serre Art déco et un jardin d’hiver